# Protogastraceae
Protogastraceae är en familj av svampar. Protogastraceae ingår i ordningen Boletales, klassen Agaricomycetes, divisionen basidiesvampar och riket svampar.
|                 | Serpulaceae                   |
|                 |                               |
|                 | Sclerogastraceae              |
|                 |                               |
|                 | Sclerodermataceae             |
|                 |                               |
|                 | Rhizopogonaceae               |
|                 |                               |
| Protogastraceae | \| \| Protogaster \| \| \| \| |
|                 | \| \| Protogaster \| \| \| \| |
|                 | Paxillaceae                   |
|                 |                               |
|                 | Hygrophoropsidaceae           |
|                 |                               |
|                 | Gyroporaceae                  |
|                 |                               |
|                 | Gomphidiaceae                 |
|                 |                               |
|                 | Gastrosporiaceae              |
|                 |                               |
|                 | Gasterellaceae                |
|                 |                               |
|                 | Diplocystidiaceae             |
|                 |                               |
|                 | Coniophoraceae                |
|                 |                               |
|                 | Boletinellaceae               |
|                 |                               |
|                 | Boletaceae                    |
|                 |                               |
|                 | Amylocorticiaceae             |
|                 |                               |
|                 | Calostomataceae               |
|                 |                               |
|                 | Suillaceae                    |
|                 |                               |
|                 | Tapinellaceae                 |
|                 |                               |
|                 | Marthanella                   |
|                 |                               |
|                 | Corneromyces                  |
|                 |                               |
|                 | Corditubera                   |
|                 |                               |
|                 | Jaapia                        |
|                 |                               |
|                 | Phaeoradulum                  |
|                 |                               |
|                 | Coniophoropsis                |
|                 |                               |
|                 | Protogaster                   |
|                 |                               |

|  | Protogaster |
|  |             |